# St.-Georgs-Kirche (Badbergen)

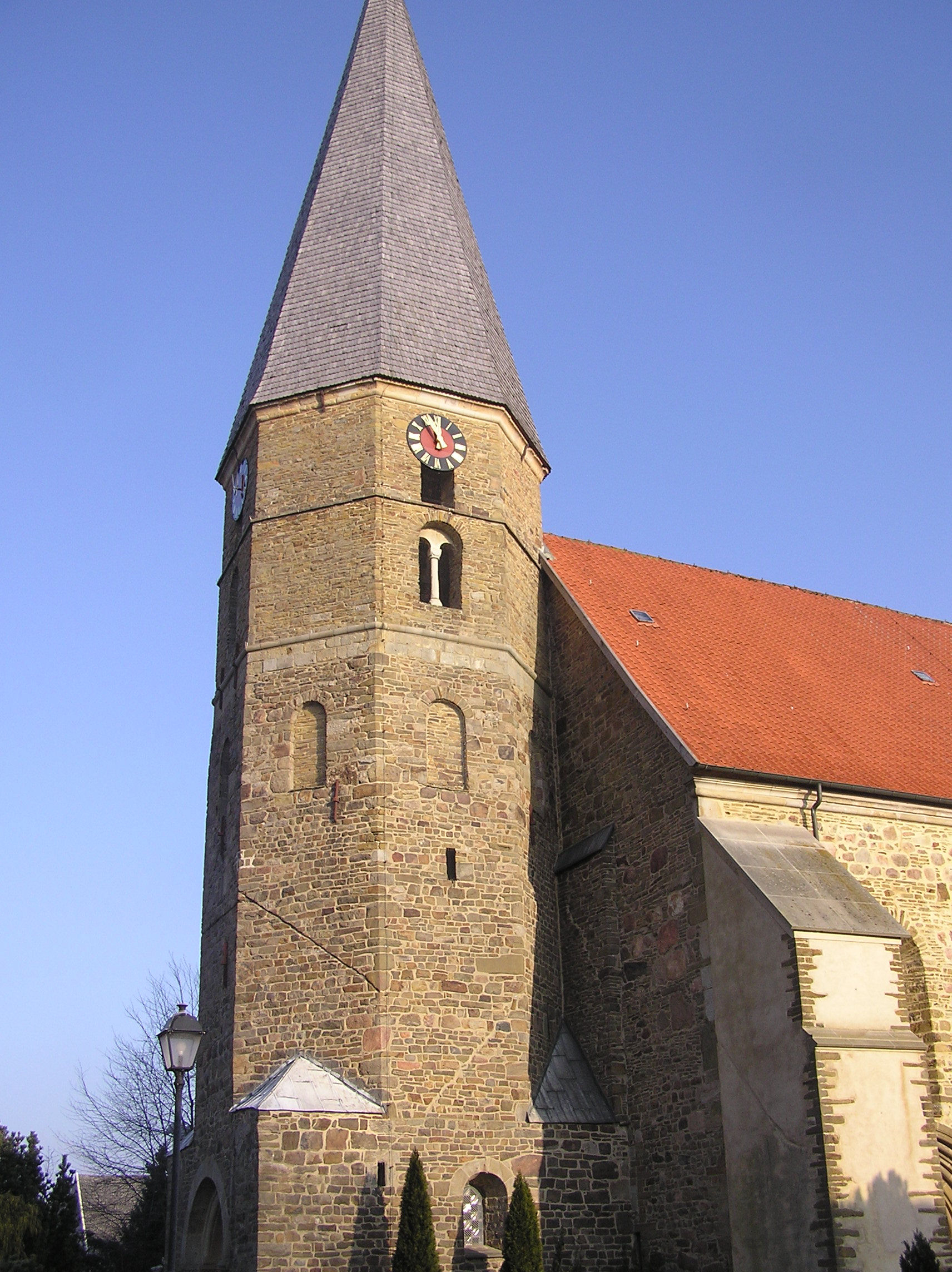
Blick von Osten

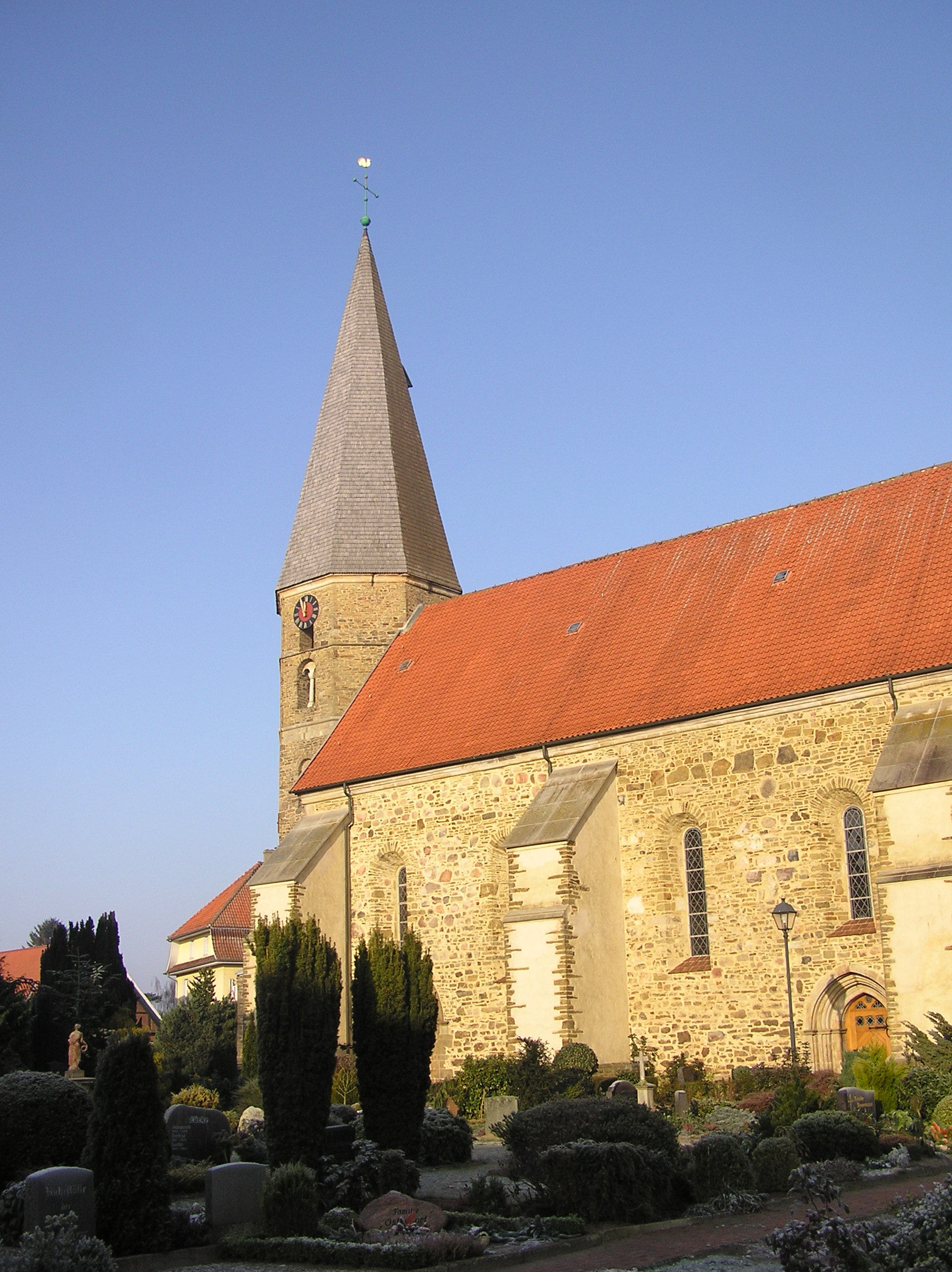
Blick von Süden

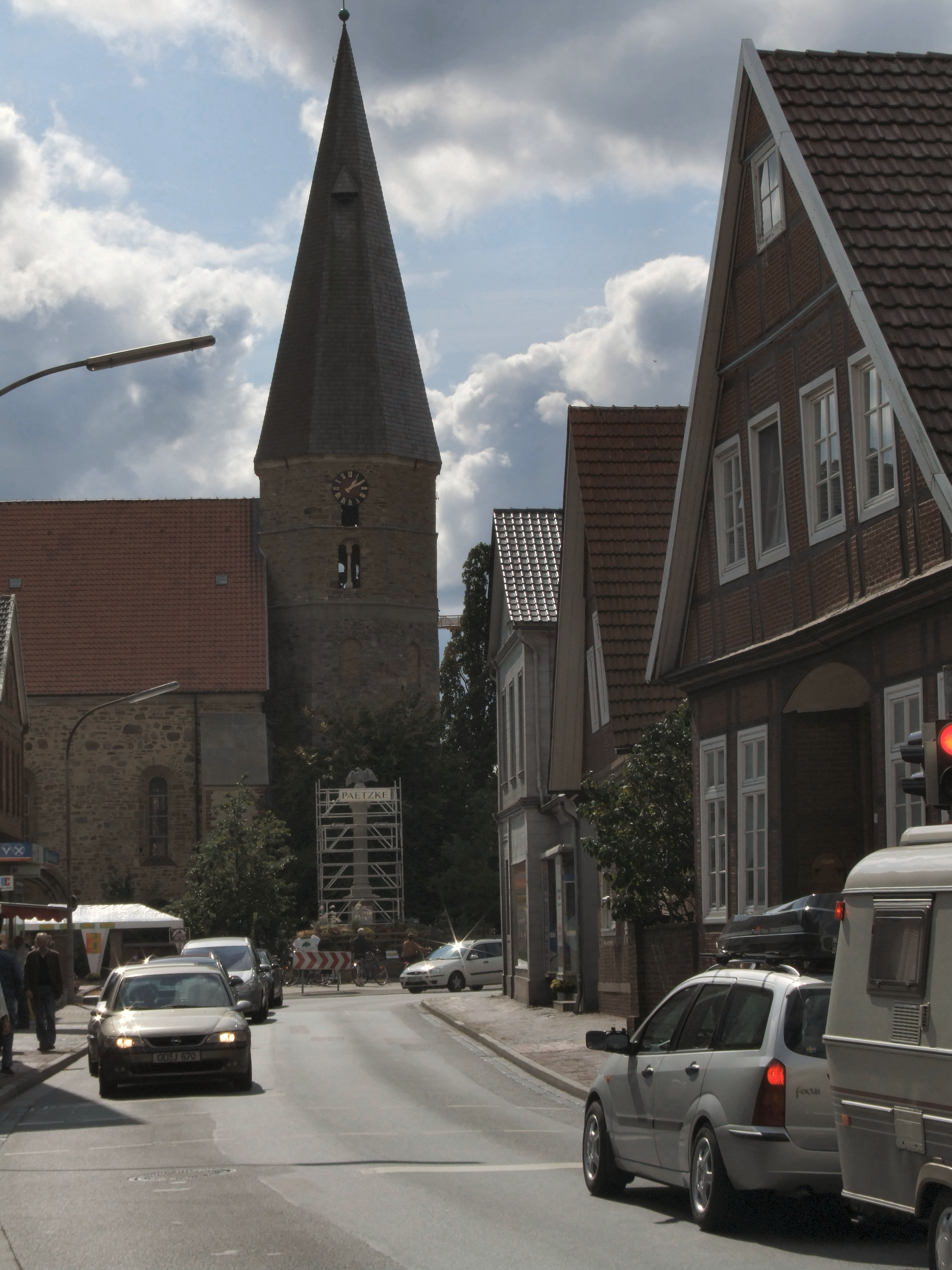
Blick von Norden auf der B68

Die evangelisch-lutherische Kirche St. Georg in Badbergen, einer Gemeinde im niedersächsischen Landkreis Osnabrück, wurde im Mittelalter auf deutlich älteren Vorgängerbauten errichtet. Ihr ältester Teil zeigt romanische Formen. Eine Besonderheit dieser aus Bruchsteinen erbauten Kirche ist der achtseitige Unterbau des Kirchturms. Von 1651 bis 1869 wurde sie als Simultankirche genutzt.

## Lage und örtliche Gegebenheiten
Die Kirche steht in der Ortsmitte Badbergens, direkt an der stark befahrenen B 68. Zur südlichen und östlichen Seite ist sie vom Friedhof umgeben.

## Gründung und Gründungsbau
Die Gründung der Badberger Kirche liegt im Dunkeln, die schriftliche Überlieferung reicht bis 1221 zurück. In diesem Jahr stattete Bischof Adolf (1216–1224) die von ihm gegründete Domkantorei mit einem Archidiakonatbezirk aus, das seinen Mittelpunkt in Ankum erhielt und zu dem auch das Kirchspiel (parrochia) Badbergen gehörte. Aus dieser Zeit ist auch das Badberger Sendgericht überliefert, sodass die Gründung der ersten Kirche deutlich weiter zurückliegen muss.
1985 durchgeführte Grabungen im Turm, der selbst Rest eines früheren Kirchenbaus ist, sowie im Westjoch des derzeitigen Gebäudes erbrachten Spuren verschiedener Vorgängerbauten: Einer Schwellbalkenkirche mit Halbrundchor geht ein Holzpfostenbau mit geradem Schluss voraus. Diese Holzpfostenkirche ist die erste nachgewiesene im Bistum Osnabrück.

## Reformation und Gegenreformation
Ab 1571 wurde in St. Georg evangelisch gepredigt. Im Lauf der folgenden Jahrzehnte wurde die Badberger Kirchengemeinde nahezu vollständig lutherisch. Aufgrund des Westfälischen Friedensschlusses in Münster und Osnabrück von 1648 und dem Badberger Teilungsrezess wurde die Kirche von 1651 bis 1869 zur Simultankirche, das heißt, sie wurde von beiden Konfessionen genutzt. 1866 begann die katholische Pfarrgemeinde mit dem Bau einer eigenen Kirche (St. Marien).
Seitdem wird die Kirche allein von der Kirchengemeinde St. Georg Badbergen genutzt, die dem Kirchenkreis Bramsche der Evangelisch-lutherischen Landeskirche Hannovers angehört.

## Ausstattung
Ältestes Ausstattungsstück ist ein Bentheimer Taufstein aus dem 13. Jahrhundert. Vier kauernde Löwenfiguren tragen das fassförmige Becken, das in drei Zonen aufgeteilt ist: Im unteren Bereich umschließen Arkaden eines umlaufenden Frieses Rosetten und maskenhaft wirkende menschliche Gesichter. Im Mittelfeld umrankt eine Weinrebe mit Laub und Trauben die Beckenwand. Das obere Drittel ist von einem doppelten Tauwerk umfasst. Während der Zeit der gemeinsamen Nutzung der Kirche durch beide Konfessionen war das Taufbecken geteilt, worauf auch der erhaltene flache zweiflügelige Holzdeckel hinweist.
Die in die Ostwand des Chores eingelassene Sakramentsnische, 1710 als „Tabernakel mit den schönen steinernen Zierrathen und Bildnissen“ beschrieben, ist eine Osnabrücker Arbeit aus der Zeit um 1500. Die rechts und links abschließenden zierlichen Figuren stellen die Apostel Petrus (mit dem Schlüssel) und Johannes (mit Kelch und Giftschlange) dar. Sie sind vermutlich neugotische Ergänzungen, so wie auch die Basis und Bekrönung der Nische.
Der barock anmutende Altar wurde 1960 unter Verwendung originaler Elemente aus alten Altaren von Karl Allöder geschaffen.

## Orgel
Die große Orgel auf der Westempore wurde 1988 von der Orgelbaufirma Rudolf von Beckerath (Hamburg) erbaut. Das Schleifladen-Instrument hat 20 Register auf zwei Manualen und Pedal. Die Spiel- und Registertrakturen sind mechanisch.
| I Hauptwerk C–g3 |           |         |
| 1.               | Prinzipal | 08′     |
| 2.               | Rohrflöte | 08′     |
| 3.               | Oktave    | 04′     |
| 4.               | Nasat     | 0 2 ⁄3′ |
| 5.               | Waldflöte | 02′     |
| 6.               | Mixtur V  |         |
| 7.               | Trompete  | 08′     |

| II Brustwerk C–g3 |                 |         |
| 8.                | Holzgedackt     | 08′     |
| 9.                | Koppelflöte     | 04′     |
| 10.               | Prinzipal       | 02′     |
| 11.               | Quinte          | 0 1 ⁄3′ |
| 12.               | Sesquialtera II | 0 2 ⁄3′ |
| 13.               | Scharf III      |         |
| 14.               | Dulzian         | 08′     |
|                   | Tremulant       |         |

| Pedal C–f1 |                  |     |
| 15.        | Subbass          | 16′ |
| 16.        | Oktavbass        | 08′ |
| 17.        | Oktave           | 04′ |
| 18.        | Rauschpfeife III |     |
| 19.        | Fagott           | 16′ |
| 20.        | Trompete         | 08′ |

- Koppeln: II/I, I/P, II/P